# Tratado Echandi-Fernández

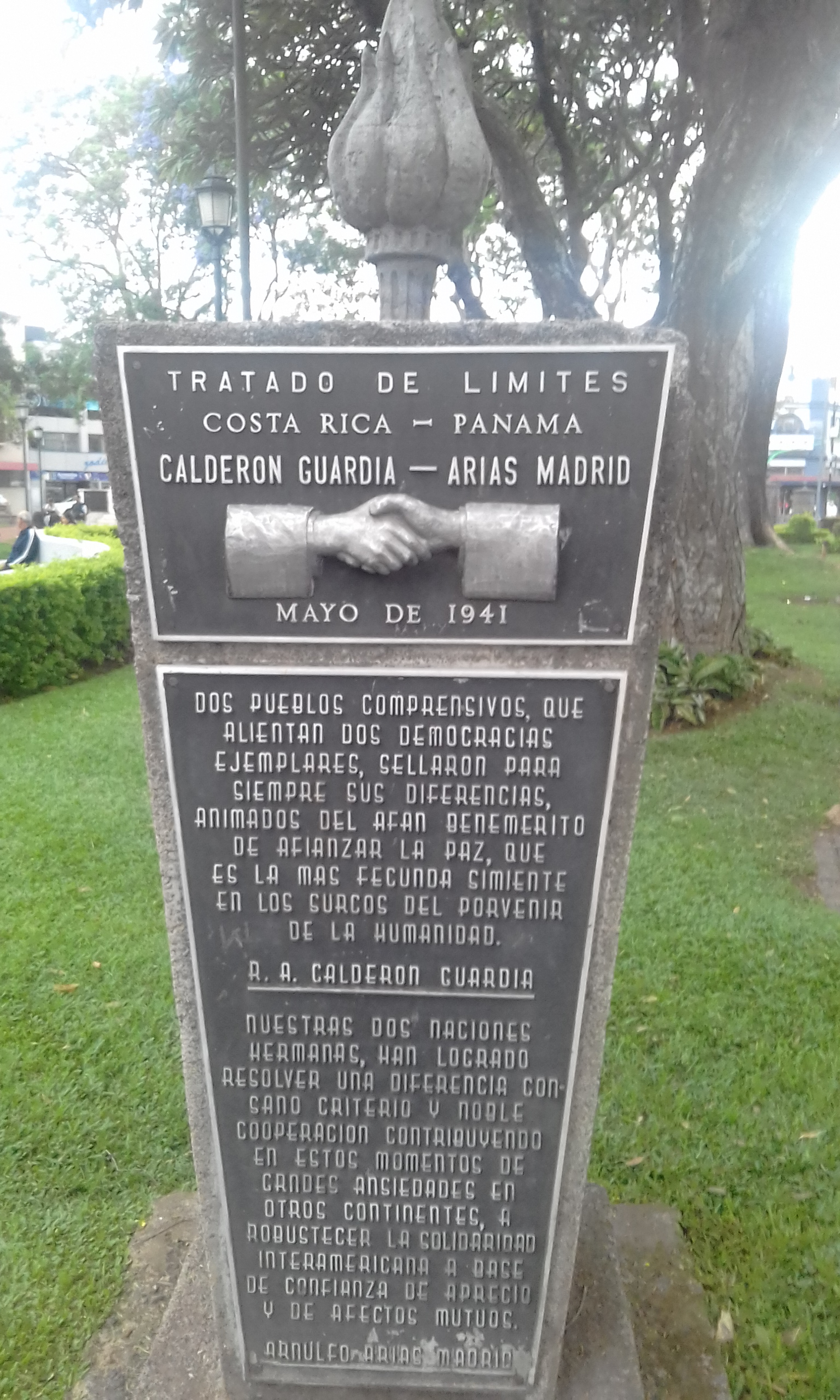
Monumento conmemorativo, Parque Morazán.

El Tratado Echandi-Fernández (también conocido como Tratado Arias-Calderón Guardia) fue un acuerdo de límites terrestres suscrito el 1 de mayo de 1941 en la ciudad de San José entre el canciller costarricense Alberto Echandi Montero y el embajador de Panamá en Costa Rica Ezequiel Fernández Jaén, durante el gobierno de Rafael Ángel Calderón Guardia en Costa Rica y Arnulfo Arias Madrid en Panamá.

## Antecedentes
La disputa de límites entre Costa Rica y Panamá comenzó en el siglo XIX, época en que este último país pertenecía a la República de la Nueva Granada, la cual reclamaba como suyo todo el territorio de Mosquitia desde el río Sixaola hasta el [[cabo ; por su parte Costa Rica reclamaba como límite una línea que partía de la isla Escudo de Veraguas en el Atlántico, y terminaba en la desembocadura del río Chiriquí Viejo en el Pacífico. Tras la ocupación de la región de Bocas del Toro en 1836 por parte de la Nueva Granada, ambos países firmaron varios convenios para tratar de resolver el problema limítrofe, pero ninguno fue ratificado por ambas partes: el tratado Carrillo-Obarrio con el Estado del Istmo de 1841, que fue anulado en 1842, el tratado Calvo-Herrán de 1856, el tratado Castro-Valenzuela de 1865 y el tratado Montúfar-Correoso de 1873. Por medio de las convenciones Castro-Quijano (1880), Fernández-Holguín (1886) y Esquivel-Holguín (1896) se acordó someter la controversia al arbitraje del presidente de Francia, quien dictó el Fallo Loubet en 1900.
Luego de la separación de Panamá de Colombia en 1903, se trató de establecer una hoja de ruta para definir la demarcación territorial, firmándose así el tratado Pacheco-de la Guardia en 1905 que no fue ratificado por Costa Rica, por presión de las empresas bananeras estadounidenses. Con la convención Anderson-Porras de 1910 se acordó dar por buena la línea del Fallo Loubet en la vertiente del Pacífico (línea Anderson-Porras) y someter la interpretación de la línea en el Atlántico al arbitraje del presidente de la Corte Suprema de Justicia de los Estados Unidos, quien dictó el Fallo White en 1914. Como esta sentencia no satisfizo a ninguna de las partes se firmaron el protocolo Castro-Guizado en 1928 y el tratado Zúñiga-de la Espriella en 1938, sin solución. Finalmente, en 1941 ambos gobiernos llegaron a un acuerdo definitivo que puso fin a un diferendo de más de 100 años.

## Trazado del límite

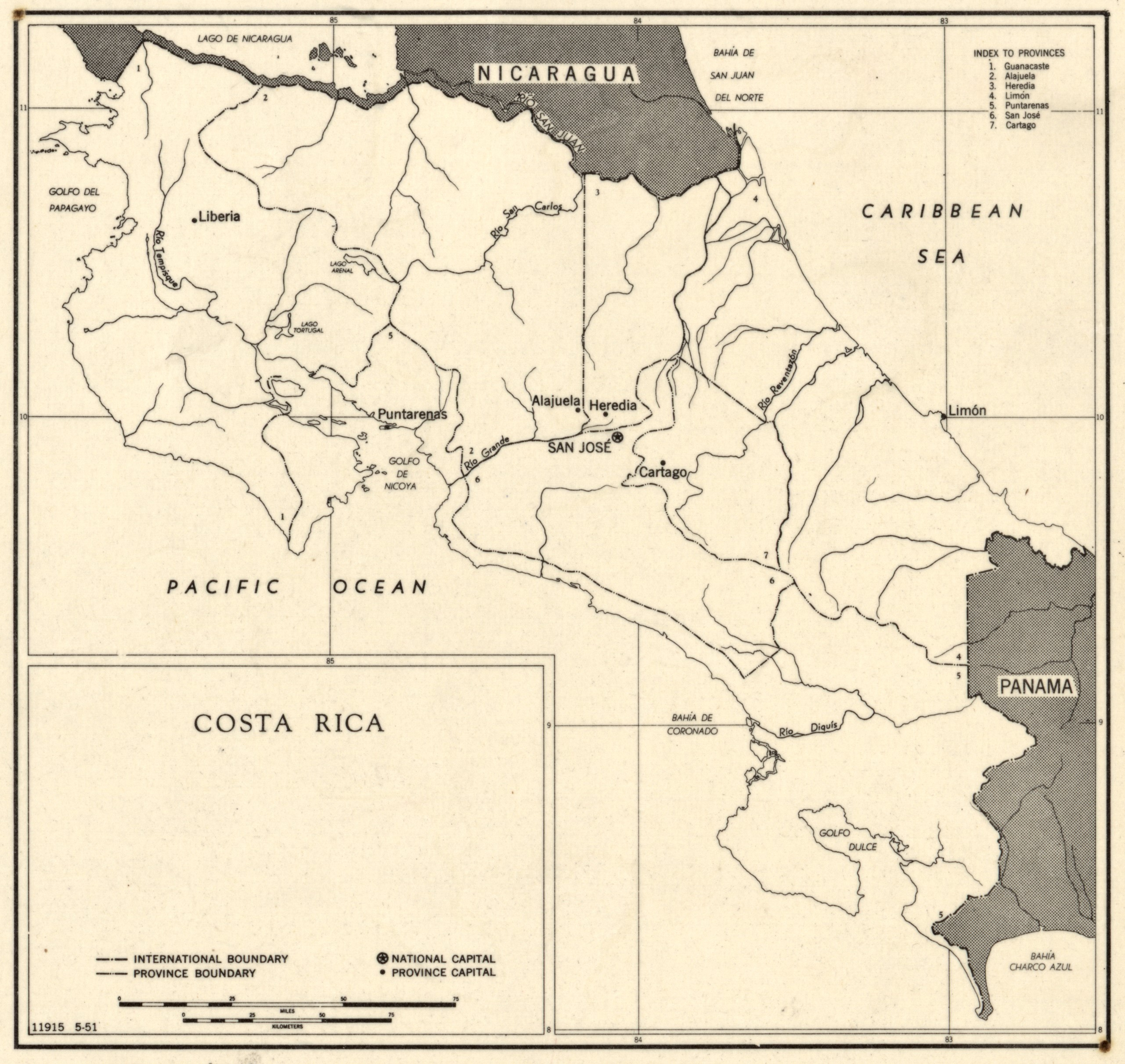
Mapa de Costa Rica de 1951, con la línea Echandi-Fernández como límite con Panamá.

El tratado sigue, en la vertiente del océano Pacífico desde Punta Burica hasta cerro Pando, la frontera definida por el Fallo Loubet de 1900 (línea Anderson-Porras), y en la vertiente del Caribe, desde cerro Pando hasta la desembocadura del río Sixaola, parte de la línea fijada en el Fallo White de 1914. El acuerdo también establece un régimen de libre navegación para ambos países en los ríos Sixaola y Yorkín, en la parte donde sirven como frontera. El límite está definido en el artículo 1 tal cual sigue:

La línea fronteriza entre la República de Costa Rica y la República de Panamá queda acordada, convenida y fijada en los términos que enseguida se exponen:

Partiendo de la boca actual del río Sixaola, en el mar Caribe, sigue el thalweg de dichas aguas arriba hasta su confluencia con el río Yorkín; de allí sigue el thalweg del río Yorkín aguas arriba hasta el paralelo de latitud 9 grados 30 minutos norte del ecuador; de allí sigue con rumbo geográfico sur 76 grados, 37 minutos oeste hasta el meridiano de 82 grados, 56 minutos, 10 segundos de longitud oeste de Greenwich, de allí sigue este meridiano en dirección sur hasta la cordillera que separa las aguas del océano Atlántico de las del océano Pacífico; de allí sigue la mencionada cordillera hasta el cerro Pando, punto de unión de dicha cordillera con el contrafuerte que constituye el divorcio de aguas entre los afluentes del golfo Dulce y los afluentes de la bahía Charco Azul; de  allí sigue este contrafuerte para terminar en la punta Burica sobre el océano Pacífico.